# 宜城路街道
宜城路街道，是中华人民共和国安徽省安庆市迎江区下辖的一个乡镇级行政单位。

## 行政区划
宜城路街道下辖以下地区：
火正社区、天后宫社区、天台里社区、双莲寺社区和锡麟社区。